# Ёродзухататоёакицуси-химэ-но микото
Ёродзухататоёакицуси-химэ-но микото (яп. 萬幡豊秋津師比売命, в Кодзики) — женское божество, ками в японской мифологии и синтоизме. Является богиней текстиля и тканей, а также в дополнение к тому благоприятствует благополучным родам и оберегает детей. Она дочь Такамимусуби-но ками, второго бога после Амэноминакануси из дзёка сансин («три бога сотворения»), и сестра Омойканэ. Жена Амэноосихомими но Микото, сына Аматэрасу, и мать Ниниги но Микото, который позже сошел с небес и основал японскую имперскую династию.
В разных версиях исторических и мифологических текстов Ёродзухататоёакицуси-химэ-но микото называется по-разному. Различные версии также противоречивы в отношении божественных сил матери Ниниги но Микото, но все однако варианты её имени состоят из иероглифов по смыслу относящихся к одежде, ткани, ткачеству и обильному урожаю. Путаница с ее личностью и положению в генеалогии заходит так далеко, что в версии Нихон сёки, она выходит замуж за Ниниги но Микото.
Положение Ёродзухататоёакицуси-химэ-но микото в генеалогии японских богов, как связующего звена между Такамимусуби-но ками и Аматэрасу придает ей особое значение, делая её одним из предков японской императорской семьи. В мифологических текстах она почти не упоминается. Тем не менее, ей поклоняются как божеству во многих храмах.

## Имя
Различные варианты имени Ёродзухататоёакицуси-химэ-но микото встречающиеся в исторических и мифологических текстах.
- 萬幡豐秋津師比賣命
- 栲幡千千姫
- 萬幡豐秋津媛命
- 萬幡姫
- 萬幡姫兒玉依姫命
- 火之戸幡姫兒千千姫命
- 栲幡千千姫萬幡姫命
- 栲幡千幡姫
- 天萬栲幡千幡姫
- 栲幡千千命

А также: 
- Такухататидзи-химэ-но микото (яп. 栲幡千千姫命,  в Нихон сёки)
- Такухататидзи-химэ-ёродзу-химэ-но микото (яп. 栲幡千千媛萬媛命)
- Амэ-но-ёродзутакухата-химэ-но микото (яп. 天萬栲幡媛命)
- Такухататихата-химэ-но микото (яп. 栲幡千幡姫命)
- Хонотобата-химэ-котидзи-химэ-но микото (яп. 火之戸幡姫児千千姫命)

## Святилища
- Храм Исэ
- Цубаки Оками-дзиндзя
- Идзумиана-дзиндзя[яп.]
- Котай-дзингу[яп.]
- Хатамоно-дзиндзя[яп.]
- Икэтамасуасагирикихатахимэ-дзиндзя[яп.]
- Такахаси-дзиндзя[яп.]
- Масумида-дзиндзя[англ.]
- Амэноосиховакэ-дзиндзя[яп.]